# Malcolm Goodwin

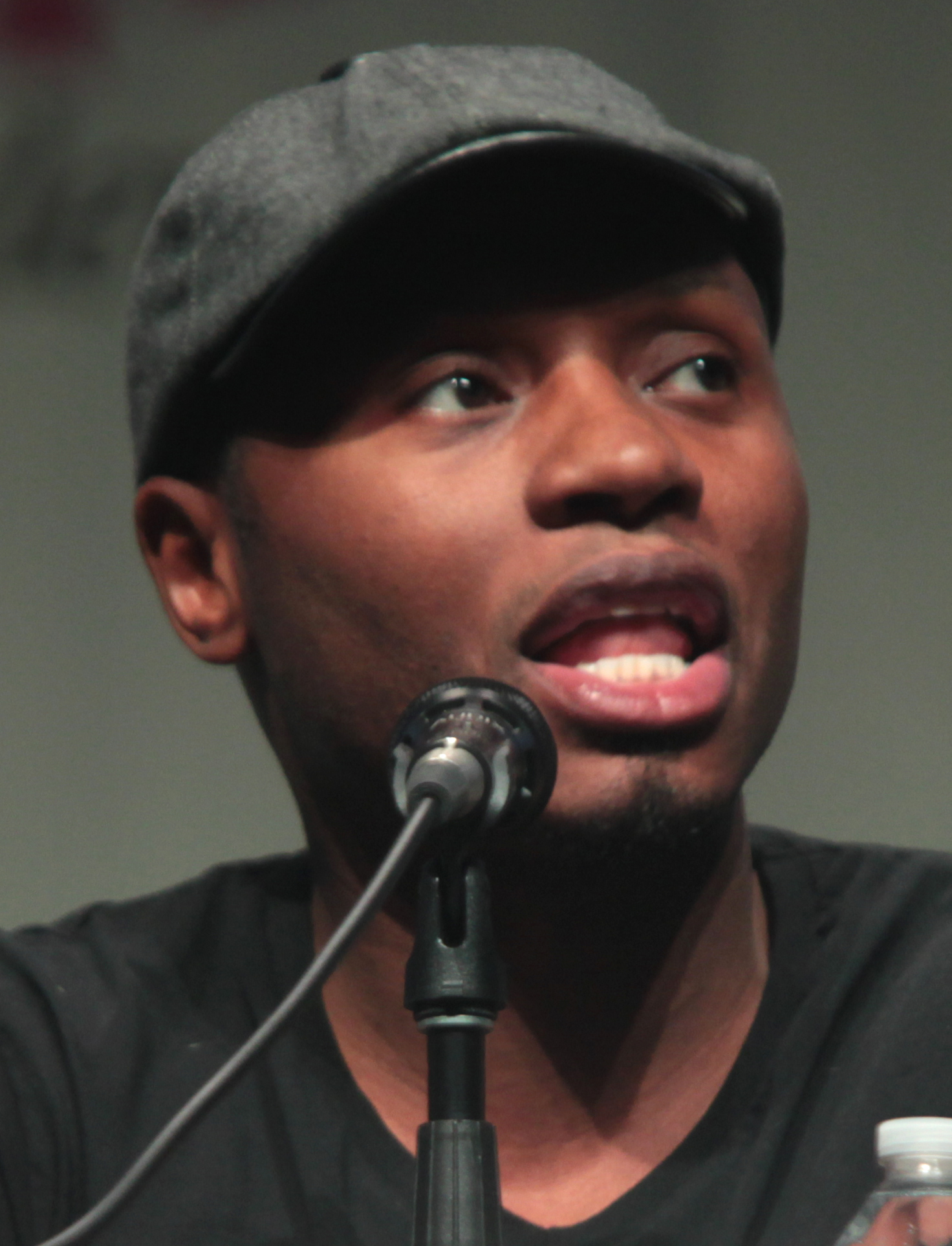
Malcom Goodwin (2015)

Malcolm Goodwin (* 28. November 1982) ist ein US-amerikanischer Schauspieler und Regisseur. Er ist vor allem bekannt durch seine Rollen in den Serien Breakout Kings und iZombie sowie für seinen Gastauftritt im Musikvideo zu Party Rock Anthem.

## Leben
Goodwin trat erstmals 1997 als Schauspieler in Erscheinung; weitere Engagements kamen seit 2003 hinzu. Sein Schaffen umfasst mehr als 40 Film- und Fernsehproduktionen. Im Jahr 2001 gab er mit dem Fernsehfilm The Tommy O Show Starring America sein Regiedebüt, 2011 folgte die Komödie A True Story. Based on Things That Never Actually Happened. ...And Some That Did. Im Jahr 2015 veröffentlichte er mit Construction und Pass the Light zwei Filme.

## Filmografie (Auswahl)

### Filme
- 2005: Get Rich or Die Tryin’
- 2007: Anamorph – Die Kunst zu töten
- 2007: American Gangster
- 2008: Ein verlockendes Spiel
- 2008: Deception – Tödliche Versuchung
- 2008: Buffalo Soldiers ’44 – Das Wunder von St. Anna
- 2008: Das Lazarus-Projekt
- 2012: Freelancers
- 2015: Run All Night

### Serien
- 2003: Law & Order
- 2004: Criminal Intent – Verbrechen im Visier
- 2007: K-Ville
- 2009: Raising the Bar
- 2010: Detroit 1-8-7
- 2011–2012: Breakout Kings
- 2012: CSI: Vegas
- 2013:  Elementary
- 2013: Blue Bloods – Crime Scene New York
- 2013: Bones – Die Knochenjägerin
- 2014: House of Cards
- 2014: True Blood
- 2015–2019: iZombie
- 2015: Wayward Pines
- 2021: FBI (Staffel 2 Folge 8)
- 2022–2023: Reacher
- 2023: Der Untergang des Hauses Usher (2023)
- 2024: Law & Order: Organized Crime